# Туплиці (гміна)
Гміна Тупліце (пол. Gmina Tuplice) — сільська гміна у північно-західній Польщі. Належить до Жарського повіту Любуського воєводства.
Станом на 31 грудня 2011 у гміні проживало 3248 осіб.

## Площа
Згідно з даними за 2007 рік площа гміни становила 65.89 км², у тому числі:
- орні землі: 34.00%
- ліси: 54.00%

Таким чином, площа гміни становить 4.73% площі повіту.

## Населення
Станом на 31 грудня 2011:
| Опис     | Загалом | Загалом | Чоловіки | Чоловіки | Жінки | Жінки |
| -------- | ------- | ------- | -------- | -------- | ----- | ----- |
| одиниця  | осіб    | %       | осіб     | %        | осіб  | %     |
| все      | 3248    | 100     | 1590     | 48.95    | 1658  | 51.05 |
| міське   | 0       | 100     | 0        |          | 0     |       |
| сільське | 3248    | 100     | 1590     | 48.95    | 1658  | 51.05 |

## Сусідні гміни
Гміна Тупліце межує з такими гмінами: Броди, Ліпінкі-Лужицьке, Любсько, Тшебель, Ясень.